# مراسلة موزيلا
مراسلة موزيلا (بالإنجليزية: Mozilla Messaging)‏ وتختصر إلى MoMo هو فرع من مؤسسة موزيلا. يهدف للربح ومشروعه الأساسي هو تطوير موزيلا ثندربرد.